# بوئینگ وای۱ بی-۲۰
بوئینگ وای۱ بی-۲۰ (به انگلیسی: Boeing Y1B-20) یک هواپیمای ساختِ بوئینگ در کشور ایالات متحده آمریکا است.